# Receptor jonotropowy

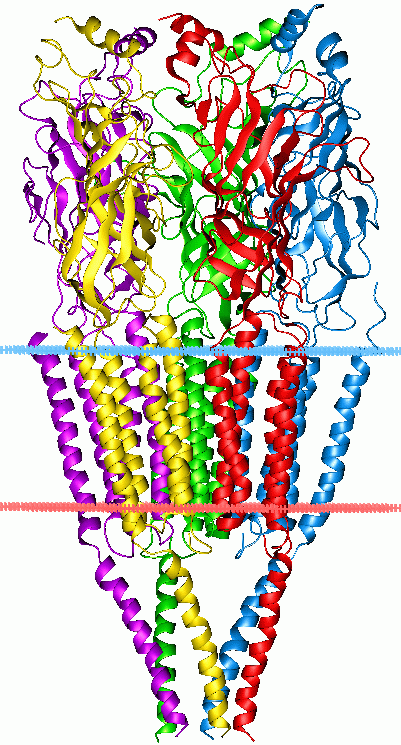
Struktura receptora jonotropowego

Receptor jonotropowy (kanał jonowy bramkowany przekaźnikiem) – rodzaj receptora błonowego hormonalnego sprzężonego z kanałem jonowym działającym na zasadzie transportu biernego. W części zewnątrzkomórkowej receptora znajduje się miejsce wiążące cząsteczkę sygnałową (ligand), w efekcie związania dochodzi do zmiany konformacji białek tworzących kanał jonowy. Przez otwarty kanał przenikają jony zgodnie z gradientem stężeń.
Klasycznym przykładem takiego receptora jest receptor dla acetylocholiny, który funkcjonuje w płytce nerwowo-mięśniowej.

## Przykłady receptorów jonotropowych
- receptor GABAA
- receptor nikotynowy
- receptor NMDA
- receptor glicynowy
- receptor serotoninowy 5HT3